# Esche Schümann Commichau
Esche Schümann Commichau ist eine multidisziplinäre Sozietät in Deutschland mit Sitz in Hamburg. Die Sozietät besteht im Jahr 2021 aus ungefähr 240 Personen, davon etwa 130 Rechtsanwälte, Steuerberater und Wirtschaftsprüfer (inklusive 41 Partnern).

## Geschichte
Ihre Wurzeln hat die Sozietät in einer am 21. Juni 1822 von Johann Carl Knauth gegründeten Kanzlei. Sie gilt als „die älteste bis heute bestehende Sozietät Hamburgs und eine der ältesten Sozietäten Deutschlands“. Seit dies im Jahr 1974 standesrechtlich möglich war, sind in der Sozietät Rechtsanwälte, Wirtschaftsprüfer und Steuerberater verbunden.
Viele spätere Hamburger Bürgermeister, Senatoren, Gerichtspräsidenten und Präsidenten von berufsständischen Vereinen und Kammern waren Partner der Sozietät: Im Jahr 1847 trat der spätere Reichsoberhandelsgerichtsrat Johann Friedrich Voigt in die Sozietät „Dres. Knauth & Voigt“ ein. Im Jahr 1858 wurde Ernst Friedrich Sieveking – späterer Senator, langjähriger Präsident des Hanseatischen Oberlandesgerichts und Namensgeber des Hamburger Sievekingplatzes (Justizforum Hamburg) – Sozius. In den Jahren 1872/1875 werden Otto Wachsmuth und Johann Heinrich Burchard, der spätere Bürgermeister der Hansestadt, als Sozien in die Kanzlei aufgenommen. Mit dem Eintritt von Max Harald Krauel im Jahr 1909 bestand die Sozietät mit dem Namen „Dres. Wachsmuth Horwitz & Burchard“ aus Otto Wachsmuth, Oscar Paul Horwitz und Wilhelm Amsinck Burchard-Motz, einem weiteren späteren Bürgermeister der Hansestadt. Burchard-Motz war ein Sohn von Johann Heinrich Burchard und Vater von Heinrich Burchard-Motz, der im Jahr 1931 in Dritter Generation Partner der Sozietät wurde. Schwerpunkt der Sozietät ist das See- und Handelsrecht.
Mehrere Partner der Sozietät waren ehrenamtliche Richter am Hamburgischen Verfassungsgericht.
1948 wurde Werner Deuchler als Partner in die Sozietät aufgenommen. Der Träger des Emil-von-Sauer-Preises (1986) öffnete als Vorsitzender des Hamburgischen Anwaltvereins (1965–1970), als Präsident des Deutschen Anwaltvereins (ab 1970) und der International Bar Association (ab 1974) der Sozietät nationale und internationale Verbindungen.
„Esche Schümann & Partner“ geht auf die Anwaltskanzlei „Ernst Esche“ (Gründung im Jahre 1949 durch Ernst Esche (1913–1994), ab 1961 in Sozietät mit Günter Sternberg (1929–2020)) und die ab 1952 von Heinrich Windler und Jens Schümann gegründete Wirtschaftsprüfer- und Steuerberatersozietät „Windler & Schümann“ zurück. Die Fusion der beiden Sozietäten von Ernst Esche und Jens Schümann im Jahr 1974 zu „Esche Schümann & Partner“ stellt die erste interdisziplinäre Verbindung zwischen Anwälten und Steuerberatern in Hamburg dar.:69 
Im Jahr 1991 schlossen sich die Sozietäten „Deuchler Krauel & Commichau“ und „Esche Schümann & Partner“ zusammen und werden zu „Esche Schümann Commichau“.:69
Anlässlich des 175-jährigen Bestehens der Kanzlei 1997 wurde die Esche Schümann Commichau Stiftung gegründet. Die Stiftung vergibt jedes Jahr Förderpreise an wissenschaftliche Absolventen auf den Gebieten der Rechts-, Wirtschafts- und Steuerberatung.
Zum 200. Jubiläum wurde die Sozietät vom Senat der Freien und Hansestadt Hamburg mit einem Empfang geehrt.

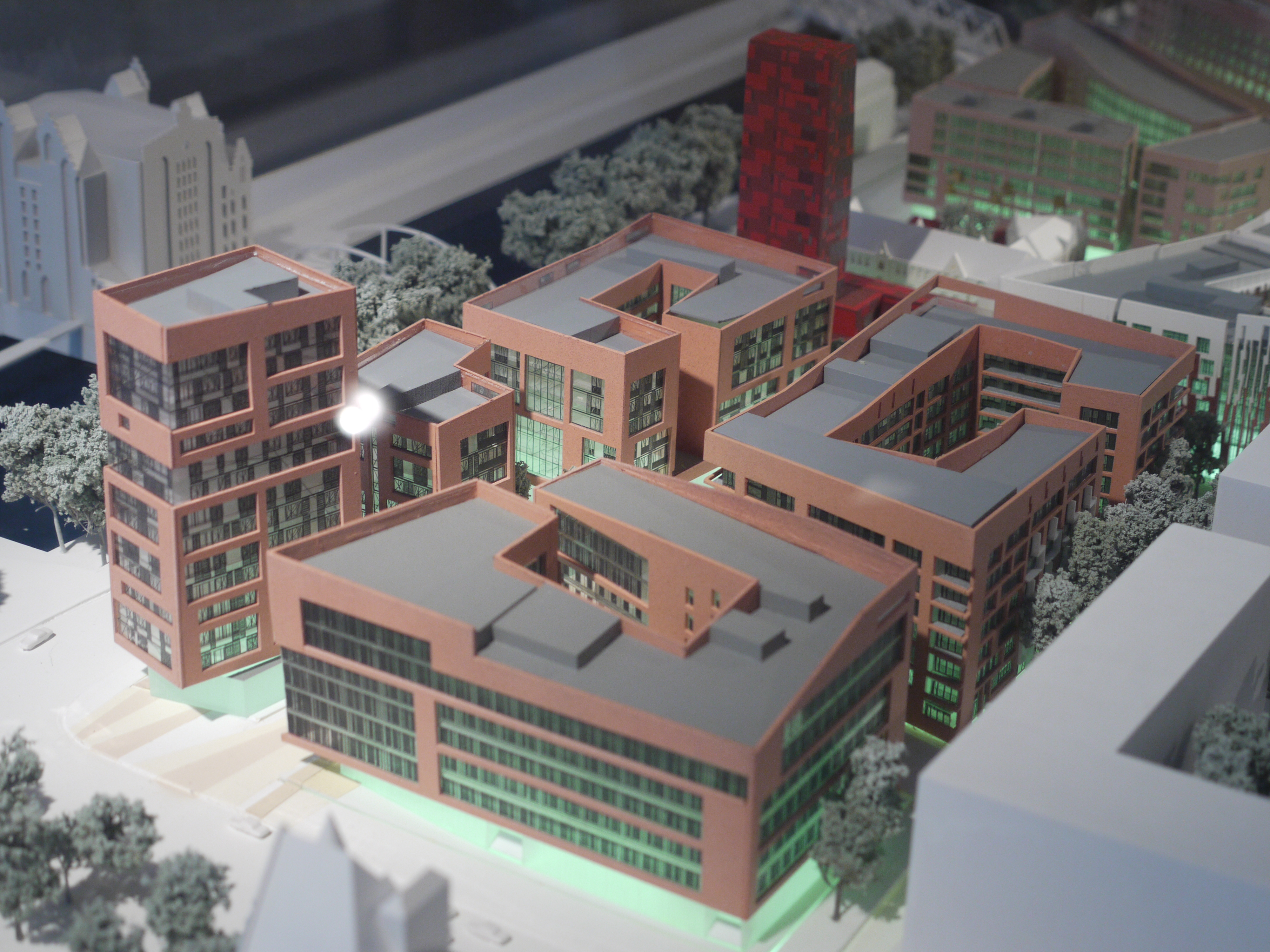
Esche im JAVA-Haus im Überseequartier

## Profil
Esche Schümann Commichau hat seinen heutigen Sitz in der Straße Am Sandtorkai in der HafenCity und ist als Partnerschaftsgesellschaft mbB verfasst, wobei die Wirtschaftsprüfung in eine eigenständige GmbH ausgegliedert ist. In der Sozietät werden Unternehmen des Mittelstandes, Industrieunternehmen, Unternehmen der öffentlichen Hand und Finanzinvestoren in Fragen des deutschen und internationalen Wirtschafts- und Steuerrechts sowie in der betriebswirtschaftlichen Beratung und Wirtschaftsprüfung betreut. Zum Beratungsangebot gehört die Beratung von vermögenden Privatpersonen im nationalen und internationalen Steuerrecht, zur zivil- und steuerrechtlichen Vermögensstrukturierung, zur Unternehmens- und Vermögensnachfolge sowie zum Stiftungswesen.